# 김태관
김태관(金泰官, 1959년 11월 22일~)은 대한민국의 영화 감독이자 영상 감독, 영상 프로듀서이다.